# Rivière Saint-Roch Nord
Pour les articles homonymes, voir Saint-Roch.
La Rivière Saint-Roch Nord est un affluent de la Rivière Saint-Roch, coulant dans la municipalité de Sainte-Perpétue (L'Islet), sauf une centaine de mètres dans le coin Nord-Ouest de Saint-Pamphile, dans L'Islet (municipalité régionale de comté), dans la région administrative de Chaudière-Appalaches, au Sud du Québec, au Canada.
Le cours de la « rivière Saint-Roch Nord » coule entièrement en zones forestières.
Le bassin versant de la « Rivière Saint-Roch Nord » est accessible par le chemin du rang Lafontaine, le chemin du rang Taché Est et la route du 5e rang.

## Hydrographie
La « Rivière Saint-Roch Nord » prend sa source du côté Sud-Est du chemin du rang Lafontaine, dans Sainte-Perpétue (L'Islet), dans les Monts Notre-Dame.
Cette source est située à :
- 6,6 km au Nord-Ouest du centre du village de Tourville ;
- 5,9 km au Nord-Ouest du centre du village de Sainte-Perpétue (L'Islet) ;
- 18,3 km au Nord-Ouest de la frontière canado-américaine ;
- 27,7 km au Sud-Est du littoral Sud-Est du fleuve Saint-Laurent.

À partir de sa source, la « Rivière Saint-Roch Nord » coule sur 11,9 km au Québec, selon les segments suivants :
- 3,6 km vers le Sud-Est dans Sainte-Perpétue (L'Islet), jusqu’au chemin du rang Taché Est ;
- 5,4 km vers le Sud-Est, jusqu'à la confluence de la rivière Saint-Roch Ouest (venant de l'Ouest) ;
- 1,4 km vers le Sud-Est, jusqu’à la limite de Saint-Pamphile ;
- 0,1 km vers le Sud, dans Saint-Pamphile, jusqu’à la limite de Sainte-Perpétue (L'Islet) ;
- 1,4 km vers le Sud-Est dans Sainte-Perpétue (L'Islet), en chevauchant en partie la limite inter municipale, jusqu’à la confluence de la rivière[1].

La Rivière Saint-Roch Nord se déverse sur la rive Ouest de la rivière Saint-Roch dans Sainte-Perpétue (L'Islet). Cette confluence est située à :
- 8,1 km à l’Est du centre du village de Sainte-Perpétue (L'Islet) ;
- 9,2 km au Nord du centre du village de Saint-Pamphile ;
- 10,5 km au Nord-Ouest de la frontière canado-américaine (Québec-Maine).

À partir de la confluence de la « Rivière Saint-Roch Nord », la rivière Saint-Roch coule vers le Sud-Est jusqu’à la rive Est de la Grande rivière Noire (fleuve Saint-Jean) (désignée « Big Black River » dans le Maine. Cette dernière coule vers l’Est jusqu’à la rive Ouest du fleuve Saint-Jean. Ce dernier coule vers l'Est et le Nord-Est en traversant le Maine, puis vers l'Est et le Sud-Est en traversant le Nouveau-Brunswick. Finalement le courant se déverse sur la rive Nord de la Baie de Fundy laquelle s’ouvre vers le Sud-Ouest sur l’Océan Atlantique.

## Toponymie
Le toponyme "Rivière Saint-Roch Nord" a été officialisé le 5 décembre 1968 à la Commission de toponymie du Québec.